# Lars Kepler

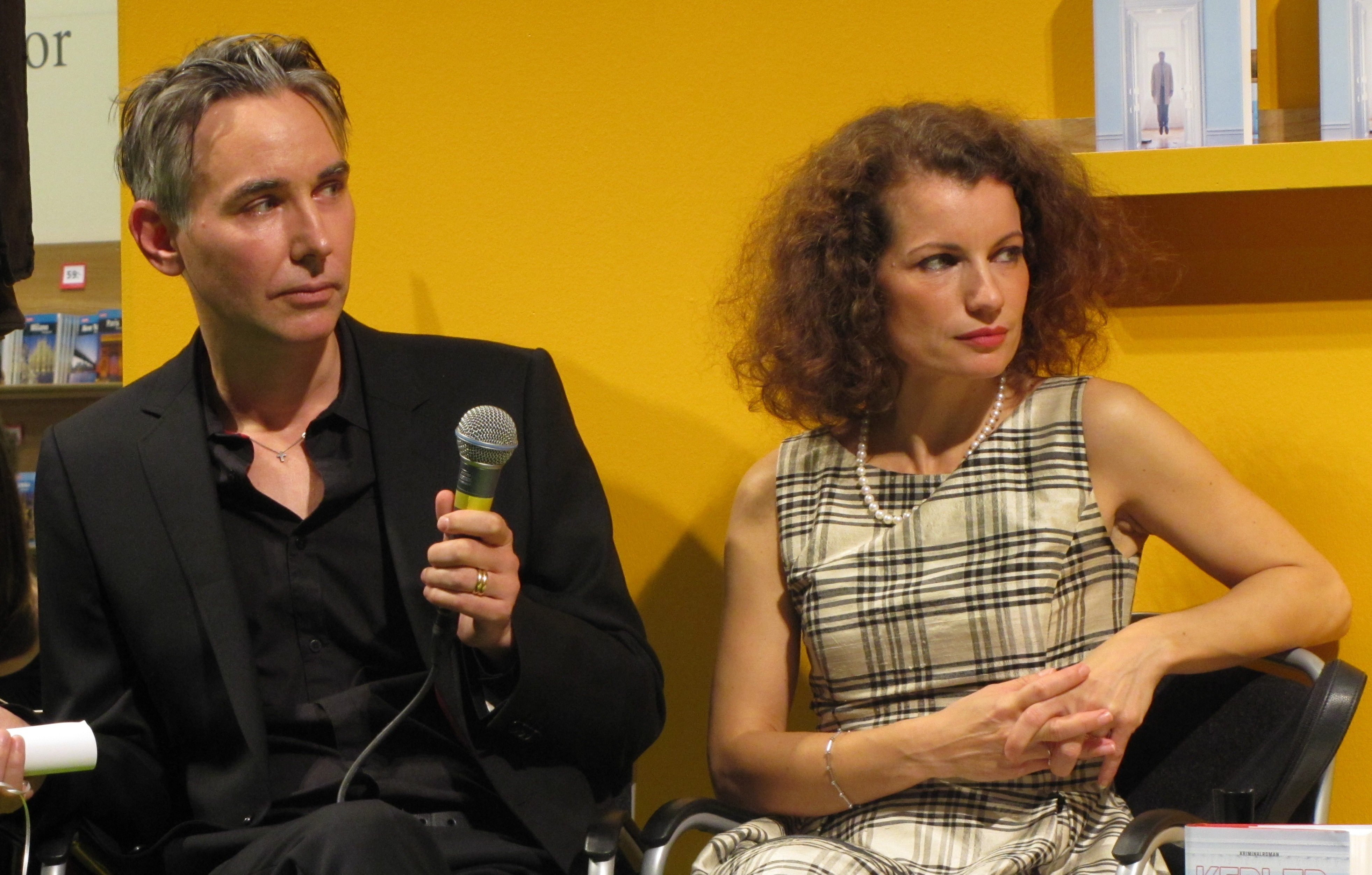
Alexander Ahndoril och Alexandra Coelho Ahndoril på Bokmässan 2010

Lars Kepler är pseudonymen för svenska författarparet, tillika äkta paret, Alexandra Coelho Ahndoril och Alexander Ahndoril, författare till Joona Linna-serien. Serien, med sina nio delar hittills, har sålt över 17 miljoner exemplar i fler än sextio länder. Paret Ahndoril var båda etablerade författare innan de började skriva som Lars Kepler, och har var för sig publicerat flera romaner. Lars är en hyllning till den svenska kriminalromanförfattaren Stieg Larsson och Kepler kommer från den tyske forskaren Johannes Kepler. 

## Mysteriet med pseudonymen
Brittiska medier pekade först ut Henning Mankell som personen bakom pseudonymen, men detta förnekades snabbt av både Mankell själv och Bonniers, som publicerar Lars Keplers böcker. Flera andra personer har misstänkts stå bakom pseudonymen. I augusti 2009 avslöjade Aftonbladet att makarna Ahndoril var författarna bakom pseudonymen, vilket också bekräftades av parets förlag genom ett pressmeddelande.
Även Alexandra Ahndoril har skrivit om ämnet. I en artikel om den portugisiske författaren Fernando Pessoa i tidskriften Hjärnstorm, skriver hon om dennes sätt att arbeta med så kallade heteronymer, ett slags pseudonymer som fungerar som självständiga personer. Hon ger där sin syn på varför en författare kan välja ett sådant grepp: ”Han har skapat möjligheten att skriva något som kanske inte är sant, men åtminstone inte är falskt. För om både författare och känsla är textprodukter, förstörs inte ledet mellan språk och upplevelse.”
För makarna Ahndoril var pseudonymen en metod för att kunna skriva tillsammans utan begränsningar. Hemlighetsmakeriet handlade om en önskan att låta Lars Kepler stå på egna ben, att hans böcker skulle bedömas utan förutfattade meningar.

## Författarskap

### Joona Linna-serien
Serien följer kommissarie Joona Linna vid polisens Nationella operativa avdelning (NOA), Saga Bauer, operativ kommissarie vid den svenska säkerhetstjänsten (SÄPO) och hypnotisören Erik Maria Bark, en psykiater och psykoterapeut, specialiserad på psykotraumatologi och katastrofpsykiatri. 
Den första romanen, Hypnotisören, nådde i september 2009 försäljningslistans första plats i Sverige och blev den mest sålda kriminalromanen i Sverige år 2010. Den har sedan dess kommit att bli en av de mest sålda kriminalromanerna i Sverige genom tiderna.

### Fristående verk
Hösten 2015 publicerades Lars Keplers sjätte roman i Sverige, en fristående roman med titeln Playground.

## Betydelse

### Bästsäljande författare
Den 18 februari 2020 meddelade Albert Bonniers Förlag att Lars Kepler var decenniets bäst säljande författare, med fler förstaplaceringar och fler placeringar totalt på tio-i-topp-listorna över bokbranschens gemensamma årsförsäljning än någon annan författare från Sverige eller utlandet. 
Lars Kepler blev med sina åtta kriminalromaner decenniets största författare i Sverige. I kategorin skönlitteratur som inkluderar både svenska och översatta böcker har Lars Kepler både fler förstaplaceringar (4) och fler placeringar totalt (13) på den officiella tio-i-topp-listan över bokbranschens årsförsäljning. Vid en sammanräkning av samtliga kategorier (skönlitteratur, facklitteratur, barn. och ungdomslitteratur, pocket, ljudböcker och e-böcker) har Lars Kepler flest förstaplaceringar (7) och flest placeringar totalt (38) på tio-i-topplistorna över årsförsäljningen. 

### Utmärkelser
- SKTF utnämnde Lars Kepler till Årets författare 2010.[10]
- Svenska Förläggareföreningen tilldelade Lars Kepler Pocketpriset Platina pocket 2010.[11]
- AudioFile Magazine i USA gav Lars Kepler The Earphones Award 2012 för The Nightmare (Paganinikontraktet).
- Golden Bullet. Polcisk's Best Translated Crime Novel 2019 for The Rabbit Hunter
- Stora Ljudbokspriset 2019 i kategorin spänning för Lazarus uppläst av Jonas Malmsjö.
- Adlibrispriset 2020 i kategorin Årets deckare för Spegelmannen.[12]
- Bookbeats pris till Årets svenska deckarförfattare 2021.
- Adlibrispriset 2022 i kategorin Årets deckare för Spindeln.[12]
- Bookbeats pris till Årets svenska deckarförfattare 2023.

### Joona Linna-serien
- Hypnotisören, 2009
- Paganinikontraktet, 2010
- Eldvittnet, 2011
- Sandmannen, 2012
- Stalker, 2014
- Kaninjägaren, 2016
- Lazarus, 2018
- Hypnotisören – Black Edition, 2019
- Spegelmannen, 2020
- Spindeln, 2022
- Sömngångaren, 2024

### Fristående verk
- Playground, 2015

### Alex Ahndoril
Alex Ahndoril är en andra öppen pseudonym för paret när de skriver pusseldeckare om privatdetektiven Julia Stark.